# Euphorbia pergamena
Euphorbia pergamena là một loài thực vật có hoa trong họ Đại kích. Loài này được Small mô tả khoa học đầu tiên năm 1898.